# Oecomys phaeotis
Oecomys phaeotis és una espècie de mamífer rosegador de la família dels cricètids. És endèmic del vessant oriental dels Andes peruans, on viu a altituds d'entre 1.500 i 2.000 msnm. Es tracta d'un animal nocturn. El seu hàbitat natural són els boscos montans primaris. És una espècie en risc mínim, és a dir, no sembla que hi hagi cap amenaça significativa per a la seva supervivència.